# Giro di Slovenia 2022
Il Giro di Slovenia 2022, ventottesima edizione della corsa e valido come evento dell'UCI ProSeries 2022 categoria 2.Pro, si svolse in cinque tappe dal 15 al 19 giugno 2022 su un percorso di 791,4 km, con partenza da Nova Gorica e arrivo a Novo Mesto, in Slovenia. La vittoria fu appannaggio dello sloveno Tadej Pogačar, che completò il percorso in 19h18'09", alla media di 41,971 km/h, precedendo il polacco Rafał Majka ed il connazionale Domen Novak.

## Tappe
| Tappa  | Data      | Percorso               | km    | Vincitore di tappa | Leader cl. generale |
| ------ | --------- | ---------------------- | ----- | ------------------ | ------------------- |
| 1ª     | 15 giugno | Nova Gorica > Postumia | 164,7 | Rafał Majka        | Rafał Majka         |
| 2ª     | 16 giugno | Ptuj > Rogaška Slatina | 174,1 | Dylan Groenewegen  | Rafał Majka         |
| 3ª     | 17 giugno | Žalec > Celje          | 144,6 | Tadej Pogačar      | Tadej Pogačar       |
| 4ª     | 18 giugno | Laško > Velika Planina | 152,5 | Rafał Majka        | Tadej Pogačar       |
| 5ª     | 19 giugno | Vrhnika > Novo Mesto   | 156,1 | Tadej Pogačar      | Tadej Pogačar       |
| Totale | Totale    | Totale                 | 791,4 |                    |                     |

## Squadre e corridori partecipanti
| N.      | Cod. | Squadra                  |
| ------- | ---- | ------------------------ |
| 1-7     | UAD  | UAE Team Emirates        |
| 11-17   | BEX  | Team BikeExchange-Jayco  |
| 21-27   | AST  | Astana Qazaqstan Team    |
| 31-37   | TBV  | Bahrain Victorious       |
| 41-47   | AFC  | Alpecin-Fenix            |
| 51-57   | EOK  | Eolo-Kometa Cycling Team |
| 61-67   | CJR  | Caja Rural-Seguros RGA   |
| 71-77   | BCF  | Bardiani-CSF-Faizanè     |
| 81-87   | EUS  | Euskaltel-Euskadi        |
| 91-97   | DRA  | Drone Hopper-Androni G.  |
| 101-107 | EKP  | Equipo Kern Pharma       |

| N.      | Cod. | Squadra                       |
| ------- | ---- | ----------------------------- |
| 111-117 | ADR  | Adria Mobil                   |
| 121-127 | CTK  | Cycling Team Kranj            |
| 131-137 | LGS  | Ljubljana Gusto Santic        |
| 141-147 | DKB  | Dukla Banská Bystrica         |
| 151-157 | MSP  | HRE Mazowsze Serce Polski     |
| 161-167 | RSW  | T. Felbermayr-Simplon Wels    |
| 171-177 | CGS  | China Glory Continental C. T. |
| 181-187 | GLC  | Global 6 Cycling              |
| 191-197 | MGK  | MG.K Vis Colors for Peace V.  |
| 211-217 | SVN  | Selezione slovena             |

## Dettagli delle tappe

### 1ª tappa
- 15 giugno: Nova Gorica > Postumia - 164,7 km

Risultati
| Pos. | Corridore     | Squadra | Tempo    |
| ---- | ------------- | ------- | -------- |
| 1    | Rafał Majka   | UAE     | 4h02'10" |
| 2    | Domen Novak   | Bahrain | a 2"     |
| 3    | Tadej Pogačar | UAE     | s.t.     |

| Pos. | Corridore     | Squadra | Tempo    |
| ---- | ------------- | ------- | -------- |
| 1    | Rafał Majka   | UAE     | 4h02'10" |
| 2    | Domen Novak   | Bahrain | a 6"     |
| 3    | Tadej Pogačar | UAE     | a 8"     |

### 2ª tappa
- 16 giugno: Ptuj > Rogaška Slatina – 174,1 km

Risultati
| Pos. | Corridore        | Squadra      | Tempo    |
| ---- | ---------------- | ------------ | -------- |
| 1    | D. Groenewegen   | BikeExchange | 4h12'51" |
| 2    | Lionel Taminiaux | Alpecin      | s.t.     |
| 3    | Pascal Ackermann | UAE          | s.t.     |

| Pos. | Corridore     | Squadra | Tempo    |
| ---- | ------------- | ------- | -------- |
| 1    | Rafał Majka   | UAE     | 8h14'51" |
| 2    | Domen Novak   | Bahrain | a 6"     |
| 3    | Tadej Pogačar | UAE     | a 8"     |

### 3ª tappa
- 17 giugno: Žalec > Celje – 144,6 km

Risultati
| Pos. | Corridore     | Squadra | Tempo    |
| ---- | ------------- | ------- | -------- |
| 1    | Tadej Pogačar | UAE     | 3h27'09" |
| 2    | Rafał Majka   | UAE     | a 11"    |
| 3    | Nicola Conci  | Alpecin | a 14"    |

| Pos. | Corridore     | Squadra | Tempo     |
| ---- | ------------- | ------- | --------- |
| 1    | Tadej Pogačar | UAE     | 11h41'58" |
| 2    | Rafał Majka   | UAE     | a 7"      |
| 3    | Domen Novak   | Bahrain | a 55"     |

### 4ª tappa
- 18 giugno: Laško > Velika planina – 152,5 km

Risultati
| Pos. | Corridore        | Squadra    | Tempo    |
| ---- | ---------------- | ---------- | -------- |
| 1    | Rafał Majka      | UAE        | 3h53'52" |
| 2    | Tadej Pogačar    | UAE        | s.t.     |
| 3    | Fernando Barceló | Caja Rural | a 22"    |

| Pos. | Corridore     | Squadra | Tempo     |
| ---- | ------------- | ------- | --------- |
| 1    | Tadej Pogačar | UAE     | 15h33'44" |
| 2    | Rafał Majka   | UAE     | a 3"      |
| 3    | Domen Novak   | Bahrain | a 1'56"   |

### 5ª tappa
- 19 giugno: Vrhnika > Novo mesto – 156,1 km

Risultati
| Pos. | Corridore     | Squadra | Tempo    |
| ---- | ------------- | ------- | -------- |
| 1    | Tadej Pogačar | UAE     | 3h42'35" |
| 2    | Matej Mohorič | Bahrain | s.t.     |
| 3    | Rafał Majka   | UAE     | a 3"     |

| Pos. | Corridore     | Squadra | Tempo     |
| ---- | ------------- | ------- | --------- |
| 1    | Tadej Pogačar | UAE     | 19h18'09" |
| 2    | Rafał Majka   | UAE     | a 12"     |
| 3    | Domen Novak   | Bahrain | a 2'32"   |

## Evoluzione delle classifiche
| Tappa              | Vincitore          | Classifica generale Maglia verde | Classifica a punti Maglia rossa | Classifica scalatori Maglia blu | Classifica giovani Maglia bianca | Classifica a squadre   |
| ------------------ | ------------------ | -------------------------------- | ------------------------------- | ------------------------------- | -------------------------------- | ---------------------- |
| 1ª                 | Rafał Majka        | Rafał Majka                      | Rafał Majka                     | Rafał Majka                     | Alex Tolio                       | Bahrain Victorious     |
| 2ª                 | Dylan Groenewegen  | Rafał Majka                      | Rafał Majka                     | Rafał Majka                     | Vojtěch Řepa                     | Bahrain Victorious     |
| 3ª                 | Tadej Pogačar      | Tadej Pogačar                    | Rafał Majka                     | Rafał Majka                     | Vojtěch Řepa                     | Caja Rural-Seguros RGA |
| 4ª                 | Rafał Majka        | Tadej Pogačar                    | Rafał Majka                     | Rafał Majka                     | Vojtěch Řepa                     | Caja Rural-Seguros RGA |
| 5ª                 | Tadej Pogačar      | Tadej Pogačar                    | Tadej Pogačar                   | Rafał Majka                     | Vojtěch Řepa                     | Caja Rural-Seguros RGA |
| Classifiche finali | Classifiche finali | Tadej Pogačar                    | Tadej Pogačar                   | Rafał Majka                     | Vojtěch Řepa                     | Caja Rural-Seguros RGA |

Maglie indossate da altri ciclisti in caso di due o più maglie vinte
- Nella 2ª tappa Domen Novak ha indossato la maglia rossa al posto di Rafał Majka e Tadej Pogačar ha indossato quella blu al posto di Rafał Majka.
- Nella 3ª tappa Dylan Groenewegen ha indossato la maglia rossa al posto di Rafał Majka.
- Dalla 3ª alla 5ª tappa Domen Novak ha indossato la maglia blu al posto di Rafał Majka.

## Classifiche finali

### Classifica generale - Maglia verde
| Pos. | Corridore        | Squadra     | Tempo     |
| ---- | ---------------- | ----------- | --------- |
| 1    | Tadej Pogačar    | UAE         | 19h18'09" |
| 2    | Rafał Majka      | UAE         | a 12"     |
| 3    | Domen Novak      | Bahrain     | a 2'32"   |
| 4    | V. Albanese      | Eolo        | a 2'42"   |
| 5    | Vojtěch Řepa     | Kern Pharma | a 3'10"   |
| 6    | Nicola Conci     | Alpecin     | a 3'17"   |
| 7    | Paul Double      | MG.K Vis    | a 3'32"   |
| 8    | Joel Nicolau     | Caja Rural  | a 3'40"   |
| 9    | Fernando Barceló | Caja Rural  | a 3'52"   |
| 10   | Davide Gabburo   | Bardiani    | a 4'23"   |

### Classifica a punti - Maglia rossa
| Pos. | Corridore         | Squadra      | Punti |
| ---- | ----------------- | ------------ | ----- |
| 1    | Tadej Pogačar     | UAE          | 86    |
| 2    | Rafał Majka       | UAE          | 86    |
| 3    | Vincenzo Albanese | Eolo         | 55    |
| 4    | Luka Mezgec       | BikeExchange | 40    |
| 5    | Matej Mohorič     | Bahrain      | 39    |

### Classifica scalatori - Maglia blu
| Pos. | Corridore         | Squadra   | Punti |
| ---- | ----------------- | --------- | ----- |
| 1    | Rafał Majka       | UAE       | 30    |
| 2    | Tadej Pogačar     | UAE       | 23    |
| 3    | Viktor Potočki    | Ljubljana | 12    |
| 4    | Samuele Zoccarato | Bardiani  | 10    |
| 5    | Domen Novak       | Bahrain   | 9     |

### Classifica giovani - Maglia bianca
| Pos. | Corridore     | Squadra     | Punti     |
| ---- | ------------- | ----------- | --------- |
| 1    | Vojtěch Řepa  | Kern Ph.    | 19h21'19" |
| 2    | Alex Tolio    | Bardiani    | a 2'28"   |
| 3    | Santiago Umba | Drone       | a 20'05"  |
| 4    | Gal Glivar    | Adria Mobil | a 25'01"  |
| 5    | Dylan Hopkins | Ljubljana   | a 26'42"  |

### Classifica a squadre
| Pos. | Squadra                  | Tempo     |
| ---- | ------------------------ | --------- |
| 1    | Caja Rural-Seguros RGA   | 58h05'54" |
| 2    | Eolo-Kometa Cycling Team | a 3'09"   |
| 3    | Equipo Kern Pharma       | a 10'06"  |
| 4    | UAE Team Emirates        | a 10'09"  |
| 5    | Bahrain Victorious       | a 10'42"  |